# 錢振倫
錢振倫（？—？），原名福元，字崙仙，浙江歸安縣（今屬湖州市）人。清朝官員。他是清同治进士钱振常的兄长，大学士翁心存的女婿、翁同龢的姐夫，钱玄同的伯父。
道光十八年（1838年）戊戌科進士。選翰林院庶吉士，散館授編修。官至國子監司業。著有《示樸齋駢體文》。